# Johan Bidenkap
Johan Lauritz Bidenkap, född 6 november 1828 och död 20 oktober 1892, var en norsk läkare.
Bidenkap fick medicinsk ämbetsexamen (cand. med.)  1853, och var därefter stadsläkare i Kristiania 1867, och lärare i hudsjukdomar 1866. 1876 blev han överläkare vid Rikshospitalet. Bidenkap var lärjunge till Carl Wilhelm Boeck och till en början anhängare av dennes "syfilisationslära". Konstnärligt begåvad gjorde Bidenkap illustrationerna till en del av Boecks vetenskapliga arbeten. Bidenkap var dock främst en praktisk man, och det var som stadsläkare han gjorde sin betydelsefullaste insats. Bidenkap var till sin politiska åskådning liberal och 1871-75 ordförande i arbetarsamfundet.